# Barleria lateralis
Barleria lateralis är en akantusväxtart som beskrevs av Anna Amelia Obermeyer. Barleria lateralis ingår i släktet Barleria och familjen akantusväxter. Inga underarter finns listade i Catalogue of Life.